# Mo Huilan
Mo Huilan (Guilin, Guanxi; 1979) es una gimnasta artística china, campeona mundial en 1995 en la prueba de la viga o barra de equilibrio.

## Carrera deportiva
En el Mundial que tuvo lugar en Sabae (Japón) en 1995 consiguió tres medallas: oro en la barra de equilibrio, por delante de la estadounidense Dominique Moceanu y la ucraniana Lilia Podkopayeva, ambas empatadas en el bronce; plata en asimétricas, tras la rusa Svetlana Khorkina y empatada con la ucraniana Lilia Podkopayeva; y plata en el concurso por equipos, tras Rumania y por delante de Estados Unidos, siendo sus compañeras de equipo: Mao Yanling, Meng Fei, Qiao Ya, Liu Xuan, Ye Linlin y Ji Liya.
En los JJ. OO. de Atlanta (Estados Unidos) en 1996 consigue la plata en salto de potro, tras la rumana Simona Amanar y delante de otra rumana Gina Gogean (bronce).
En el Mundial celebrado en Lausana (Suiza) en 1997 consiguió el bronce en el concurso por equipos —tras Rumania y Rusia— siendo sus compañeras de equipo: Liu Xuan, Kui Yuanyuan, Duan Zhou, Meng Fei y Bi Wenjing.